# Danny Robinson
Danny Robinson (nascut l'1 de setembre de 1982) és un futbolista anglès que actualment juga pel Waitakere United del Campionat de Futbol de Nova Zelanda com a porter.

## Trajectòria esportiva
Robinson començà la seva carrera futbolística amb tan sols 14 anys pel Derby County FC. Amb aquest equip va estar-hi entre el 1996 i el 1999. Des del 1999 fins al 2001 va jugar amb el Blackpool FC. Entre el 2001 i el 2005 va jugar amb el Burton Albion.
El 2005 se'n va anar a Nova Zelanda a jugar amb el Gisborne City. A partir del 2006 jugava simultàniament amb el Gisborne City i el Waikato FC. Això canvià a partir del 2007 quan va començar a jugar amb tan sols el Waikato FC. Entre el 2006 i el 2008 va jugar en un total de 40 partits pel Waikato FC.
El juliol de 2008 va ser transferit gratuïtament al Waitakere United. Des del 2008 Robinson ha jugat en un total de 66 partits pel Waitakere United.

## Palmarès
- Campionat de Futbol de Nova Zelanda (3): 2009-10, 2010-11, 2011-12.